# Enclave
Enclave — тривимірна рольова гра від третьої особи, розроблена Starbreeze Studios, випущена для Xbox у липні 2002 року. Порт для Microsoft Windows було випущено у березні 2003 року. Версія для GameCube була в розробці, але врешті була скасована на початку 2003 року. Порт для Wii під назвою Enclave: Shadows of Twilight спочатку було заплановано на середину червня 2010 року, але було випущено в Європейському регіоні 22 травня 2012 року. 4 жовтня 2013 року гра була перевидана на Steam і GOG.com і стала доступною на платформах OS X і Linux. Ремастер, виданий Ziggurat Interactive під назвою Enclave HD, був випущений на Nintendo Switch, PlayStation 4 і Xbox One 29 червня 2023 року
Події гри розгортаються в середньовічному фентезі, дае гравці можуть взяти на себе роль «Воїна Світла» або «Пішака Темряви» з окремими та унікальними місіями, що відображають різницю цього вибору.

## Сюжет
Тисячу років тому армії народу званого як Дреґ'Атар, що належать могутньому демону Ватару, майже знищили жителів Селенгейму. У стані відчаю вищий чаклун Зейл розділив землю потужним ударом посоха, створивши розлом навколо Селенгейму, щоб стримати армії Ватара. Згодом Селенгейм забув про війну і забув про Ватара, займаючись своїми щоденними справами. Тепер розділені землі об'єднуються, і зло знову загрожує землі. Неймовірний герой, який за збігом обставин звільнився з в'язниці, повинен піднятися і боротися за Світло, щоб зупинити Дреґ'Атар. А в кампанії за Пітьму пішак Мордеси, повелительки Дреґ'Атару, має звільнити з її полону Ватара та не дати Світлу шансів на перемогу.

## Ігролад
Enclave — це рольова гра від третьої особи, яка складається з головоломок, стрільби, битв на мечах в лінійних рівнях. Гравець використовує середньовічну та магічну зброю для боротьби з ворогами. Гравцеві також доступний режим від першої особи, який перемикається клавішею. На початку кожної місії гравець вибирає персонажа за якого буде грати. Вибравши персонажа, гравець вибирає зброю та спорядження для виконання місії. Для вибору потрібного спорядження потрібне золото. Під час кожної місії гравець збирає золото та дорогоцінні камені, щоб збільшити стартове золото, доступне на початку кожної місії. Нове спорядження відкривається після проходження місій.

## Відгуки
За даними GameRankings, гра отримала середню оцінку 75,04 % на ПК та 70,78 % на Xbox.
У жовтні 2013 року гру Enclave було перевидано в Steam, і станом на січень 2017 року було продано близько 1,5 мільйона копій.

## Скасоване продовження
У березні 2003 року Starbreeze оголосила, що Enclave II розробляється для Xbox, PlayStation 2 і Microsoft Windows. У грі мала бути нова бойова система та анімаціями створеними із захопленням руху, із запланованим режимом для одного гравця, а також кооперативним і змагальним режимами для кількох гравців. Персонаж гравця був Ерлендуром, молодим учнем чаклуна Предків, і його завданням було досягти Анклаву раніше, ніж це зробить зла чарівниця Каллія. Він був скасований протягом року. Розробку було припинено, а гру скасовано, коли у Starbreeze виникли юридичні проблеми зі Swing! Entertainment.